# Perișor (okręg Bistrița-Năsăud)
Perișor – wieś w Rumunii, w okręgu Bistrița-Năsăud, w gminie Zagra. W 2011 roku liczyła 515 mieszkańców.